# 陳信禧
陳信禧，BBS，JP，香港公務員，現任公務員事務局一般職系處長。

## 公務員生涯
陳信禧於1987年加入政府工作，曾任職選舉事務處、司法機構等多個政府決策局及部門，曾任副總選舉事務主任(特別職務)。他於2016年出任司法機構首席行政主任(工程策劃及產業)。2018年10月，陳信禧出任一般職系處長。2020年新冠疫情期間，公務員事務局負責接種疫苗計劃，陳信禧負責與承辦商會面，協助物色合適場地作疫苗接種工作。